# Cyrille Maret
Cyrille Maret (Dijon, 11 de agosto de 1987) é um judoca francês da categoria até 100 quilos, medalhista olímpico.

## Carreira
Maret conquistou a medalha de bronze nos Jogos Olímpicos de 2016.